# Коваль, Дмитрий Иванович
Дмитрий Иванович Коваль (1918—1943) — лётчик-ас, лейтенант Рабоче-крестьянской Красной Армии, участник Великой Отечественной войны, Герой Советского Союза (1943).

## Биография
Дмитрий Коваль родился 25 февраля 1918 года в Москве. В раннем возрасте переехал в Ташкент, где окончил семь классов школы и работал учеником слесаря. В 1936 году Коваль был призван на службу в Рабоче-крестьянскую Красную Армию. В 1939 году он окончил Тамбовское авиационное училище Гражданского воздушного флота, в 1940 году — Одесскую военную авиационную школу лётчиков. С января по май 1942 года проходил службу в должности лётчика 8-го истребительного авиационного полка. С июня 1941 года — на фронтах Великой Отечественной войны.
К маю 1943 года лейтенант Дмитрий Коваль был старшим лётчиком 45-го истребительного авиаполка 216-й смешанной авиадивизии 4-й воздушной армии Северо-Кавказского фронта. 8 мая 1943 года он погиб в бою в районе станицы Крымской Краснодарского края. За время своего участия в боях Коваль совершил 127 боевых вылетов, принял участие в 26 воздушных боях, сбив 12 вражеских самолётов лично и ещё 3 — в составе группы.
Указом Президиума Верховного Совета СССР «О присвоении звания Героя Советского Союза начальствующему составу Военно-Воздушных сил Красной Армии» от 24 мая 1943 года за «образцовое выполнение боевых заданий командования на фронте борьбы с немецкими захватчиками и проявленные при этом отвагу и геройство» был посмертно удостоен высокого звания Героя Советского Союза. Также был награждён орденами Ленина, Красного Знамени и Красной Звезды.
В честь Коваля установлен его бюст в парке станицы Калининская.